# Xenohyla
Xenohyla är ett släkte av groddjur som ingår i familjen lövgrodor.
Dessa groddjur förekommer i delstaterna Bahia, Minas Gerais och Rio de Janeiro i Brasilien.
Arter enligt Catalogue of Life, utbredning enligt IUCN:
- Xenohyla eugenioi, i delstaterna Bahia och Minas Gerais.
- Xenohyla truncata, i delstaten Rio de Janeiro.